# Pieris davidis
Pieris davidis är en fjärilsart som beskrevs av Charles Oberthür 1876. Pieris davidis ingår i släktet Pieris och familjen vitfjärilar. Inga underarter finns listade i Catalogue of Life.